# Plicolucina flabellata
Plicolucina flabellata is een tweekleppigensoort uit de familie van de Lucinidae. De wetenschappelijke naam van de soort is voor het eerst geldig gepubliceerd in 2003 door Glover, Taylor & Slack-Smith.